# 863年
| 千纪： | 1千纪                                                                                           |
| 世纪： | 8世纪 \| 9世纪 \| 10世纪                                                                        |
| 年代： | 830年代 \| 840年代 \| 850年代 \| 860年代 \| 870年代 \| 880年代 \| 890年代                       |
| 年份： | 858年 \| 859年 \| 860年 \| 861年 \| 862年 \| 863年 \| 864年 \| 865年 \| 866年 \| 867年 \| 868年 |
| 纪年： | 癸未年（羊年）；唐咸通四年；南詔建極四年；日本貞觀五年                                          |

## 大事记
- 南詔第二度攻陷交趾。
- 樊绰著《蛮书》。

## 出生
- 路易三世，加洛林王朝的西法蘭克國王，與弟弟卡洛曼二世一同成為西法蘭克的國王，二王共治。（882年逝世）
- 王彦章，人称王铁枪，中国古代战将。

## 逝世
- 段成式，唐朝文人（约出生于803年，60岁）